# Harperocallis
Harperocallis es un género de plantas fanerógamas perteneciente a la familia Tofieldiaceae con una sola especie.
- Harperocallis flava McDaniel 1968[1]